# إيلا يونيلا
إيلا يوليا يونيلا (من مواليد 6 ديسمبر 1998) هي لاعبة الوثب العالي فنلندية، مثلت فنلندا في بطولة أوروبا لألعاب القوى 2018 في الوثب العالي وحصلت على المركز السابع عشر بتحقيقها قفز بلغت 186 سم. فازت بالميدالية البرونزية في بطولة أوروبا لألعاب القوى تحت 23 سنة 2019 بنتيجة 192 سم. في 11 يونيو 2019 سجلت رقمًا قياسيًا فنلنديًا جديدًا، في توركو في دورة ألعاب بافو نورمي بتحقيقها قفز بلغت 194 سم. وقد أكسبها هذا مكانًا في بطولة العالم لألعاب القوى 2019 في الوثب العالي. قامت بتحسين الرقم القياسي بقفزه قدرها 195 سم في 3 يوليو 2019 في تامبيري.
تأهلت لتمثيل فنلندا في دورة الألعاب الأولمبية الصيفية 2020 في طوكيو، اليابان، كما شاركت في دورة الألعاب الأولمبية الصيفية 2024 في باريس، مسجلة رقمًا قياسيًا وطنيًا جديدًا يبلغ 197 سم. في القفز العالي للسيدات وحلت في المركز الثامن والعشرين في مرحلة التصفيات ولم تتأهل إلى المرحلة النهائية.